# Łasica górska
Łasica górska, łasica ałtajska (pisana też błędnie "autajska") (Mustela altaica) – gatunek drapieżnego ssaka z rodziny łasicowatych, blisko spokrewniona z łasicą syberyjską.

## Występowanie i biotop
Łasica górska występuje w środkowej i południowo-wschodniej Azji. Zamieszkuje górzyste tereny Bhutanu, Chin, Indii, Kazachstanu, Kirgistanu, Mongolii, Pakistanu, Rosji, Tadżykistanu oraz prawdopodobnie Korei Północnej. Głównym siedliskiem tego ssaka są góry do wysokości 5000 m n.p.m. Można ją także spotkać w lasach mieszanych tajgi, na wyżynach, powyżej lasu w stertach kamieni a także w pobliżu siedlisk ludzkich.

## Charakterystyka
| Podstawowe dane (samce większe i cięższe od samic) | Podstawowe dane (samce większe i cięższe od samic) |
| -------------------------------------------------- | -------------------------------------------------- |
| Długość ciała                                      | samce 22–29 cm samice 22–25 cm                     |
| Długość ogona                                      | samce 11–15 cm samice 9–12 cm                      |
| Masa ciała                                         | samce 217–350 g samice 122–220 g                   |
| Dojrzałość płciowa                                 | prawdopodobnie około 1 roku                        |
| Ciąża                                              | 30–49 dni                                          |
| Liczba młodych w miocie                            | 1–8                                                |
| Długość życia                                      | około 7–10 lat                                     |

### Wygląd
Z wyglądu podobna do łasicy syberyjskiej jest jednak od niej mniejsza. Ssak ten linieje na wiosnę i jesienią. Ubarwienie zimowe od koloru żółtawego do brązowego na grzbiecie, na brzuchu i gardle jasnożółte lub białe. Górna część głowy między kufą a uszami zazwyczaj koloru szaro-brązowego. Ogon zwykle koloru rudawego. Szata letnia koloru szarego lub szaro-brązowego z odcieniem żółtego. Pysk jest biały o brązowym nosie i szaro-brązowym podbródku. Włosy czuciowe białawe.

### Tryb życia
Łasica górska prowadzi głównie nocny i samotny tryb życia, ale czasami poluje w ciągu dnia. Jest bardzo zwinna i szybka, dobrze pływa i wspina się. Schronienia szuka w szczelinach skalnych, norach gryzoni i między korzeniami drzew. W obliczu zagrożenia wydaje głośne dźwięki i wydziela cuchnącą ciecz z gruczołów odbytowych.
Okres godowy przypada głównie na luty i marzec. Ciąża u samicy trwa 30-49 dni (bez ciąży przedłużonej. Młode w liczbie 1–8 (czasami 13) rodzą się na początku maja. Młodymi opiekuje się wyłącznie samica. Okres laktacji trwa 2 miesiące. Po tym okresie młode zaczynają prowadzić niezależne życie, lecz do jesieni pozostają w pobliżu rodzinnego gniazda. Dojrzałość płciową uzyskują prawdopodobnie około 1 roku życia.
Łasica górska jest wyłącznie mięsożerna. Poluje na nornice, myszy, szczekuszki, chomiki, małe ptaki, jaszczurki i w mniejszym stopniu żaby, ryby i owady. Dzienne zapotrzebowanie pokarmowe dla dorosłego samca wynosi 35-54 g.

## Podgatunki
Wyróżnia się 4 podgatunki łasicy górskiej. Różnią się między sobą głównie ubarwieniem futra.
- M. altaica altaica
- M. altaica birulai
- M. altaica raddei
- M. altaica temon

## Znaczenie
Niewiele wiadomo o drapieżnikach polujących na łasicę. Prawdopodobnie polują na nią ptaki drapieżne. Futro łasicy górskiej ma niewielkie znaczenie handlowe. Na terenach rolniczych uważana jest za cennego tępiciela gryzoni.

## Zagrożenie i ochrona
W Czerwonej księdze gatunków zagrożonych Międzynarodowej Unii Ochrony Przyrody i Jej Zasobów został zaliczony do kategorii NT (podwyższonego ryzyka). Gatunek ten jest objęty konwencją waszyngtońską CITES (załącznik III). Zagrożeniem dla tego gatunku jest niszczenie siedlisk z powodu wypasu zwierząt gospodarskich czy wytępienie drobnych zwierząt na które poluje łasica.